# 公共科学图书馆
公共科学图书馆（英語：Public Library of Science，缩写：PLOS，旧缩写：PLoS）是一个非营利的开放获取（Open Access）的科学出版项目，旨在根据开放内容许可证创建一个开放获取期刊和其他科学文献的图书馆。它于2003年10月推出了第一个期刊《PLOS生物学》，并于截至2015年10月出版了7本期刊。该组织总部设在加利福尼亚州旧金山，在英国剑桥有一个欧洲编辑部。出版物主要由作者的付款资助。

## 历史

开放获取（OA）的标识

2000年，公共图书馆开始于诺贝尔奖获得者哈羅德·瓦慕斯的在线请愿倡议，前任国家卫生研究院的主任，当时的Memorial Sloan Kettering Cancer Center的主任; 斯坦福大学的生物化学家帕特里克·布朗;和在加州大学伯克利分校和劳伦斯伯克利国家实验室的计算生物学家迈克尔·艾森。请愿书呼吁所有科学家保证，从2001年9月起，他们将停止提交论文，而不是立即或延迟不超过6个月后将所有论文的全文免费提供给所有人，免费和不受约束 。虽然数万人签署了请愿书，但大多数人没有按照其条款行事; 并在2001年8月，布朗和艾森宣布他们将开始自己的非营利出版业务。2002年12月，高登和贝蒂·摩尔基金会向PLOS捐赠了900万美元的赠款，2006年5月捐赠了100万美元，用于帮助PLOS实现财务可持续性，推出新的免费生物医学期刊。
作为一家出版公司，公共科学图书馆(PLOS)于2003年10月13日正式开始运作，出版了一本名为《PLOS生物学》的印刷版和在线科学期刊，此后又发行了7个期刊。 One，PLOS临床试验，后来被合并到《PLOS ONE》。 合并后，公司启动了临床试验PLOS Hub，收集任何PLOS期刊和临床试验相关的期刊文章。
PLOS期刊是“开放获取内容”; 所有内容均根据知识创作共用授權條款发布。

## 财务模式
PLOS是由高登和贝蒂·摩尔基金会和桑德勒基金会发起的赠款共计1300万美元 。PLOS于2011年7月确认，它不再依赖于基金会的补贴，而是足够满足支付其本身运营成本。此后，PLOS的资产负债表已经从2012-2013年度的20,511,000美元净资产提高到2014-2015年度的36,591,000美元
。

## 出版
- 《公共科学图书馆：生物学》 (PLOS Biology), ISSN 1544-9173;  2003年10月
- 《公共科学图书馆：医学》 (PLOS Medicine), ISSN 1549-1676;  2004年10月
- 《公共科学图书馆：计算生物学》 (PLOS Computational Biology), ISSN 1553-7374; 2005年6月
- 《公共科学图书馆：遗传学》 (PLOS Genetics), ISSN 1553-7404; 2005年7月
- 《公共科学图书馆：病原体》 (PLOS Pathogens), ISSN 1549-1676; 2005年9月
- PLOS Clinical Trials ISSN 1555-5887; 2006年5月, 后来被合并到 PLOS ONE
- 《公共科学图书馆：综合》 (PLOS ONE), ISSN 1932-6203; 2006年12月
- PLOS Neglected Tropical Diseases, ISSN 1935-2735; 2007年10月
- PLOS Hub for Clinical Trials, 2007年第三季度
- PLOS Currents, ISSN 2157-3999; 2009年8月

## 其他合作夥伴
2017 年 4 月，公共科学图书馆成為開放引用倡議的創始合作夥伴之一。

## 参阅
- 開放獲取期刊列表
- arXiv - 论文预印本网站
- 开放获取学术出版商协会，其中PLOS是创始成员